# Мајк Дернт
Мајкл Рајан Причард (енгл. Michael Ryan Pritchard; 4. мај 1972), познатији под уметничким именом Мајк Дернт (енгл. Mike Dirnt), амерички је музичар, аутор песама и певач, најпознатији као бас гитариста америчке рок групе Green Day.